# Francisco Ventura de la Sala y Abarca

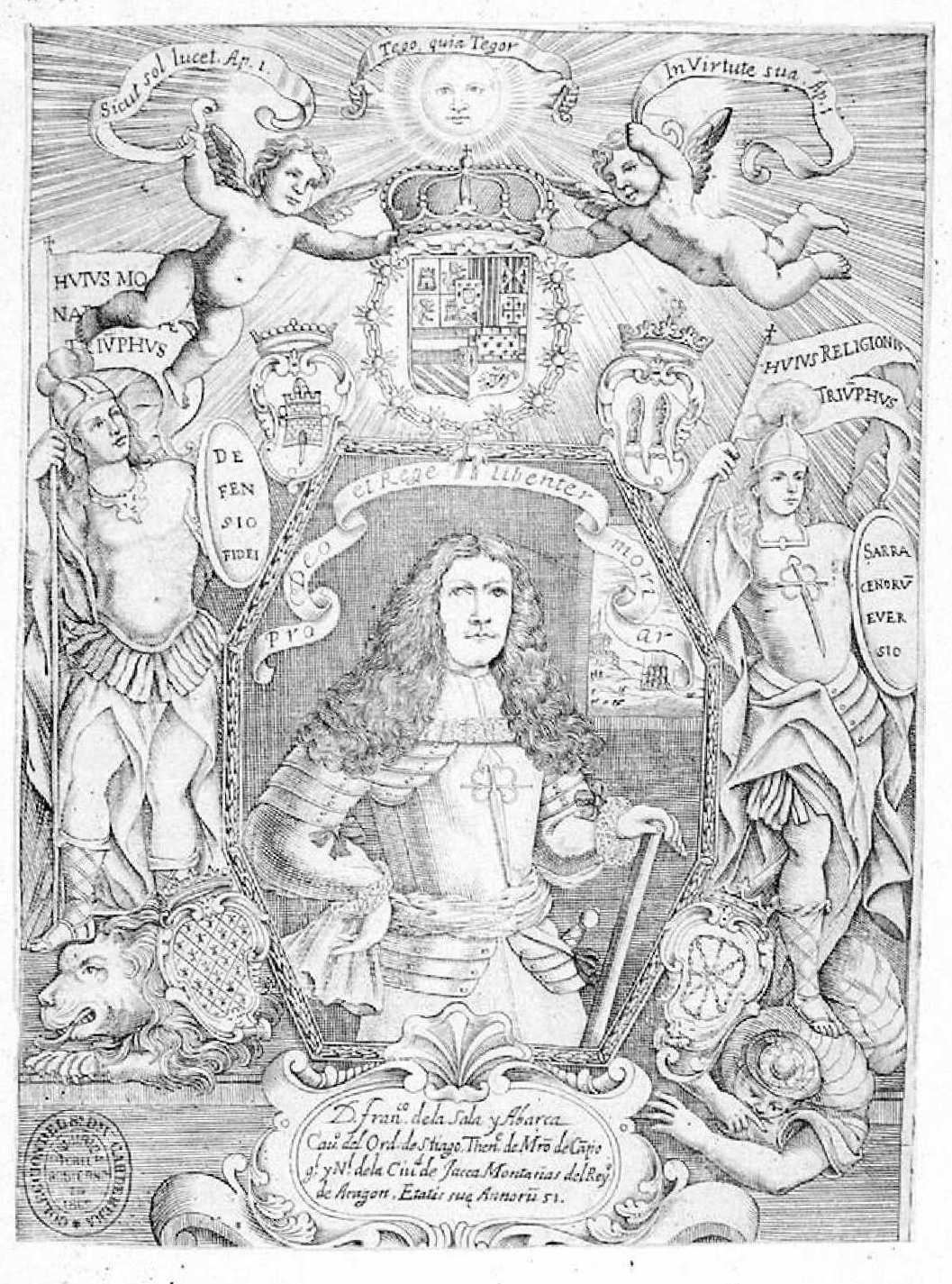
Francisco de la Sala y Abarca, ilustración de Después de Dios la primera obligación y glosa de órdenes militares. Nápoles, por Gerónimo Fasulo, 1681. Grabado calcográfico con el retrato del autor. Inscripción: «D. Franc.º de la Sala y Abarca Cav.º del Ord. de Santiago Thene. de Mro. de Capo gl. y Nl. de la Ciud. de Jacca Montañas del Rey.º de Aragón. Etatis suae Annoru 51». Biblioteca Nacional de España.

Francisco Ventura de la Sala y Abarca fue un militar, caballero de la Orden de Santiago y escritor natural de Jaca, España, nacido en 1630.

## Biografía
Francisco Ventura era hijo de Francisco de Lasala Conte (tataranieto del influyente mercader Juan de Lasala Santa Fe, y su esposa Juana Bonet, señores de Somanés) y de Francisca Abarca Íñiguez, hija de Felipe Abarca, señor de la Garcipollera.
Comenzó su carrera militar en 1650 en clase de soldado en el Reino de Nápoles, dando tales muestras de inteligencia y valor, que en 1652 ascendió a capitán de infantería, asistiendo con este cargo militar a la guerra de Cataluña.
Francisco Ventura regresó a Nápoles en 1667 donde fue premiado con 25 escudos al mes, y en 1679 se le nombró gobernador del castillo de Manfredonia, siendo ya teniente del maestre de campo general.
En sus primeros años, Francisco Ventura había estudiado jurisprudencia en Huesca, razón por la que si bien ocupado en sus deberes militares, no abandonó su afición a las letras, y a la citada circunstancia debió la milicia un libro que vio la luz en Nápoles, en el año 1681, por Gerónimo Fasulo, dedicado a Carlos II de España, en el que se propone demostrar que la obligación de servir a su rey, es en el vasallo la primera obligación a que ha de acudir después de Dios.

## Obra
La obra escrita por Francisco Ventura se titula Después de Dios la primera obligación y glosas de ordenes militares, que siguiendo la moda de su tiempo está escrita en forma de diálogo, siendo interlocutores un soldado y un licenciado, ocurriendo lo siguiente:
- Llegan los citados a una posada de España luego de largo y penoso viaje, sin poder comer, encuentran una sola cama que se la disputan los dos, alegando cada cual la excelencia de su profesión para legitimar el derecho de poseerla.
- Esta reyerta abre un diálogo sumamente curioso sobre las armas y las letras, en que el soldado prueba la preferencia de aquellas sobre éstas, y reduce a su contrincante a confesarse vencido, y a escuchar la glosa+ que se propone hacer de las ordenanzas militares de Felipe IV de España promulgadas en 8 de junio de 1632, vigentes en su época.
- Lee el soldado un capítulo, y seguidamente glosa y discurre sobre su conveniencia y más o menos utilidad, trayendo en su apoyo los sucesos que ha visto y le han acaecido en la guerra, como la siguiente: Sucedió después una embarcación de siete compañías de infantería española para los presidios de Toscana, y en el viaje tuvieron una pelea con los moros, donde fueron heridos algunos soldados, y otros muertos, y por la causa referida no se halló un sacerdote que diese una absolución, aunque algunos dicen que había entre los soldados algunos apóstatas, que hicieron este oficio.
- Con razones agudas y discretas, reduce el soldado a su antagonista, el licenciado, a abrazar la carrera de las armas, y dejando la jurisprudencia sienta plaza de soldado y cierran el libro, prometiéndose ambos prósperos sucesos en la carrera militar.